# Renske
Renske is een meisjesnaam.
Het is de vrouwelijke vorm van Rens. Deze naam is een afleiding van Emerentius (Fries en Zuid-Nederlands) of van Laurentius.
Het kan ook de vrouwelijke vorm zijn van de naam Rein.

## Bekende naamdraagsters
- Renske Nieweg (1911-2002)
- Renske Vellinga (1974-1994)
- Renske Leijten (1979)
- Renske Taminiau (1979)
- Renske van der Veer (1980)
- Renske Doornbos (fictief) (1983)
- Renske Endel (1983)
- Renske de Greef (1984)
- Renske van Geel (1985)